# Liga Nacional de Voleibol Masculino de 1988–89
A Liga Nacional de Voleibol Masculino de 1988-89, foi a primeira edição da competição nacional de clubes  com esta nomenclatura, representou também a décima primeira edição do Campeonato Brasileiro de Voleibol, cujo torneio foi realizado entre 1988 a março de 1989 por equipes representando seis estados.

## Participantes
Banespa, São Paulo/SP

 Minas, Belo Horizonte/MG

 Pirelli, São Paulo/SP

 Frangosul, Montenegro/RS

 Sadia, Concórdia/SC

 ABASC/Tapetes São Carlos, São Carlos

## Semifinais
| março de 1989 | Banespa  | 1 — 3                   | Fiat/Minas | Ginásio do Ibirapuera, São Paulo |
| março de 1989 | 15 16 11 | Set 1 Set 2 Set 3 Set 4 | 6 17 15    | Ginásio do Ibirapuera, São Paulo |

## Final
| março de 1989 | Fiat/Minas | 0 — 0             | Pirelli | Ginásio do Mineirinho, Belo Horizonte Público: 0 |
| março de 1989 | 0          | Set 1 Set 2 Set 3 | 0       | Ginásio do Mineirinho, Belo Horizonte Público: 0 |

| março de 1989 | Pirelli | 0 — 0             | Fiat/Minas | Ginásio do Ibirapuera, São Paulo Público: 0 |
| março de 1989 | 0       | Set 1 Set 2 Set 3 | 0          | Ginásio do Ibirapuera, São Paulo Público: 0 |